# Anatemnus voeltzkowi
Espèce
Synonymes
- Chelifer voeltzkowi Ellingsen, 1908
- Chelifer voeltzkowi elongata Ellingsen, 1908
- Anatemnus longus Beier, 1932

Anatemnus voeltzkowi est une espèce de pseudoscorpions de la famille des Atemnidae.

## Distribution
Cette espèce est endémique de Madagascar.

## Étymologie
Cette espèce est nommée en l'honneur d'Alfred Voeltzkow (1860–1947).

## Publication originale
- Ellingsen, 1908 : Arachniden aus Madagaskar. Pseudoscorpiones. Zoologische Jahrbücher, Abteilung für Systematik, Geographie und Biologie der Tiere, vol. 26, p. 487-488 (texte intégral).